# Лучанский сельский совет (Лохвицкий район)
Лучанский сельский совет (укр. Лучанська сільська рада) — входит в состав
Лохвицкого района
Полтавской области
Украины.
Административный центр сельского совета находится в 
с. Лука.

## История
- 1918 — дата образования.

## Населённые пункты совета
- с. Лука
- с. Юсковцы